# Alexandr Petrovič Sumarokov
Alexandr Petrovič Sumarokov (psán též Aleksandr či Alexander Sumarokov, rusky Алекса́ндр Петро́вич Сумаро́ков, 14./25. listopadu 1717, Lappeenranta – 1./12. října 1777, Moskva) byl ruský šlechtic z rodu Sumarokovů. Je znám jako osvícenský básník, dramatik a literární kritik, jeden z největších představitelů ruské literatury 18. století. 26. ledna 1767 byl vyznamenán Řádem sv. Anny a hodností skutečného státního rady.

## Život
Pocházel ze staré šlechtické rodiny Sumarokovů. Narodil se ve finském Vilmanstrandu, dnešní Lappeenranta, kde jeho otec Pjotr Pakraťjevič Sumarokov působil ve státních službách. Celý Alexandrův život byl úzce spjat s literárním prostředím, literáti byli i v mezi jeho příbuznými. První vzdělání získal v domácím prostředí od svého otce a dále ve šlechtických kruzích již v Petrohradu, kdy začal přebásňovat Žalmy a po vzoru Vasilije Treďjakovského psal ódy na carský dům. 
Od roku 1740 sloužil ve vojenské kanceláři pod velením Burkharda Christopha von Münnich, poté jako pobočník favorita carevny Alžběty Petrovny, hraběte Alexeje Razumovského.
Proslavil se svou tragédií s názvem Chorev z roku 1747, hranou u dvora. Sumarokovovy hry nastudoval Jaroslavlský divadelní soubor Fjodora Volkova. Když bylo v Petrohradě v roce 1756 založeno první stálé divadlo, byl Sumarokov jmenován jeho ředitelem a dlouhou dobu byl hlavním autorem uváděných her, proto bývá označován též jako „otec ruského divadla“. Na scéně bylo uvedeno devět tragédií, dvanáct komedií a tři operní libreta.
Známé jsou i jeho osobní a literární polemiky s M. V. Lomonosovem, V. K. Treďjakovským a carevnou Kateřinou Velikou. Konflikt s panovnicí vedl ke ztrátě Sumarokovy popularity a předčasné smrti.
Hrabě Alexandr Petrovič Sumarokov zemřel dne 1./12. října 1777 v Moskvě.

### Tvorba
Sumarokov je považován za prvního profesionálního ruského spisovatele a za zakladatele klasicismu v ruské literatuře. Jeho literární dílo charakterizuje žánrová pestrost, psal ódy (slavnostní, duchovní, filozofické, anakreontické), dopisy, satiry, elegie, písně, epigramy, madrigaly, epitafy. Ve své poezii využil všechny tehdy existující básnické stopy, experimentoval v oblasti rýmu a používal různé druhy strof. Podle slov O. B. Lebeděvové byl „otcem ruského divadla“, tvůrcem repertoáru národního divadla; drama byla jeho literární osobnosti nejvlastnější. Byl prvním ruským autorem tragédií i komedií, přestože estetika klasicismu tíhla k žánrové specializaci dramatiků.
Sumarokov se vyznačoval mimořádně produktivním způsobem práce. Poté, co byl několik let aktivním přispěvatelem do akademického časopisu „Měsíční tvorba“ (Ежемесячные сочинения), v roce 1759 založil svůj vlastní a první soukromý časopis v Rusku satirického a didaktického charakteru s názvem „Pilná včela“ (Трудолюбивая пчела). Mezi lety 1762 a 1769 vydal sbírky bajek a v letech 1769-1774 básnické sbírky.